# Lamporecchio
Lamporecchio – miejscowość i gmina we Włoszech, w regionie Toskania, w prowincji Pistoia.
Według danych na rok 2004 gminę zamieszkiwało 6788 osób, 308,5 os./km².

## Bibliografia

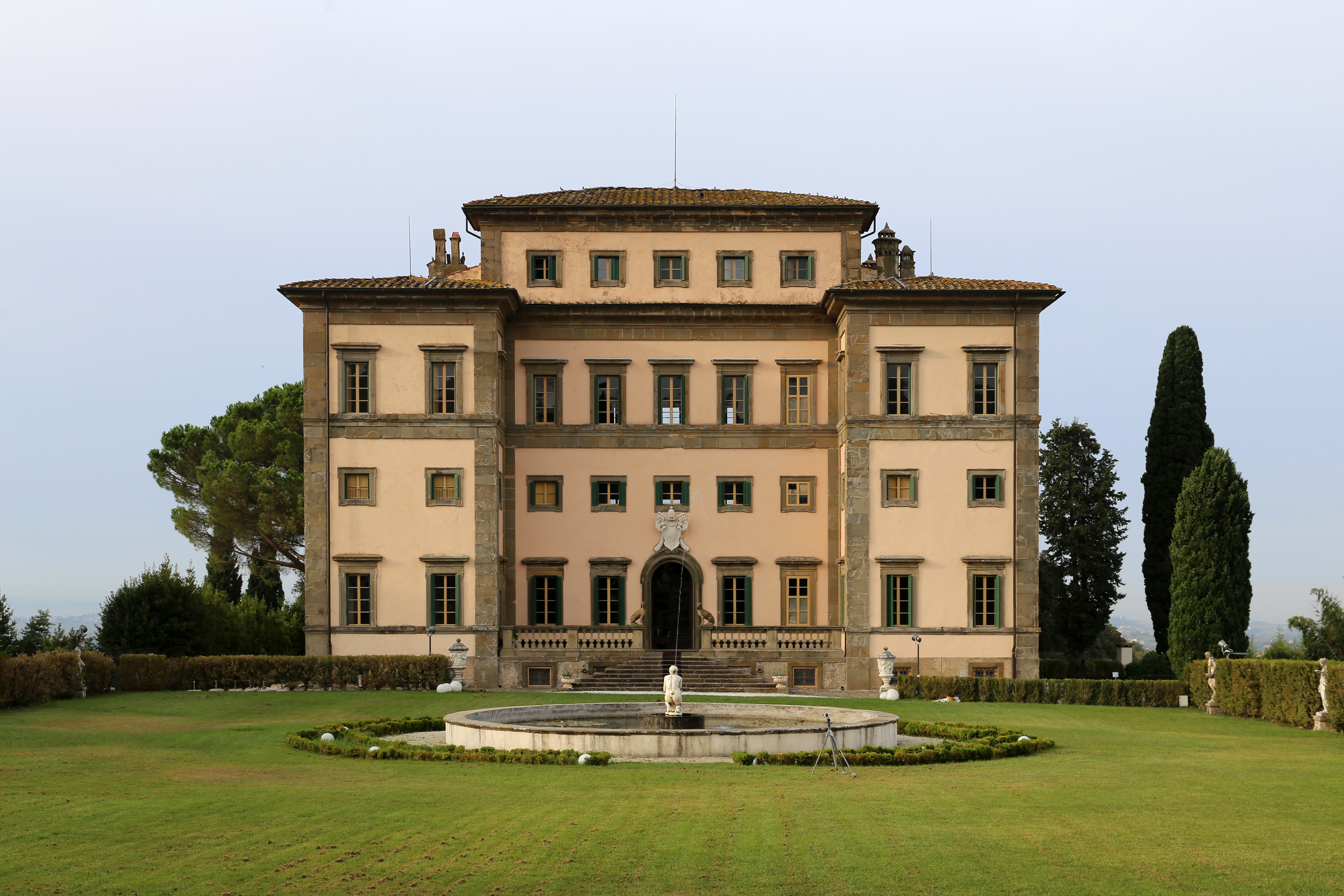
Villa Rospigliosi